# Trójlistowce
Trójlistowce (Trilliales) – w niektórych systemach klasyfikacyjnych monotypowy rząd roślin należący do klasy jednoliściennych. Należy do niego jedna tylko rodzina trójlistowatych (Trilliaceae). Przedstawicielem we florze polskiej jest tylko rodzaj czworolist Paris.

## Systematyka
Pozycja systematyczna według Angiosperm Phylogeny Website (aktualizowany system APG III z 2009)
Takson sprowadzany do rangi plemienia Parideae w obrębie rodziny melantkowatych (Melanthiaceae). 
Pozycja w systemie Reveala (1994-1999)
Gromada okrytonasienne (Magnoliophyta Cronquist), podgromada Magnoliophytina Frohne & U. Jensen ex Reveal, klasa jednoliścienne (Liliopsida Brongn.), podklasa liliowe (Liliidae J.H. Schafn.), nadrząd Lilianae Takht., rząd trójlistowce (Trilliales), rodzina trójlistowate (Trilliaceae).
W systemie z 2007 r. Reveal włączył trójlistowce do melantkowatych analogicznie jak APweb.
Podział na rodzaje
- Daiswa Raf.
- Kinugasa Tatew. & Suto
- Paris L. – czworolist
- Trillium L. – trójlist